# Hinabangan
Hinabangan (Bayan ng Hinabangan) är en kommun i Filippinerna. Kommunen tillhör provinsen Samar och ligger på ön med samma namn. Folkmängden uppgår till 12 120 invånare.

## Barangayer
Hinabangan är indelat i 21 barangayer.
| - Bagacay - Binobucalan - Bucalan - Cabalagnan - Canano - Consolabao - Concord - Dalosdoson - Lim-ao - Osmeña - Poblacion 1 (Barangay 1) | - Poblacion 2 (Barangay 2) - Rawis - San Rafael - Tabay - Yabon - Cabang - Malihao - San Jose - Fatima - Mugdo |